# Abdelmalik Muktar
Abdelmalik Tofik Muktar (* 19. April 1996) ist ein äthiopischer Schwimmer.

## Karriere
Muktar nahm erstmals 2015 im Rahmen der Weltmeisterschaften in Kasan an internationalen Schwimmwettkämpfen teil. Es folgten Teilnahmen an den Kurzbahnweltmeisterschaften 2018 in Hangzhou und den Langbahnweltmeisterschaften 2019 in Gwangju. 2021 startete der Äthiopier bei den Olympischen Spielen in Tokio. Dort war er Fahnenträger seines Heimatlandes und erreichte über 50 m Freistil Rang 62.